# Silvio Delgado
Silvio Delgado Martínez (ur. 13 grudnia 1940 w Matanzas) – kubański strzelec, olimpijczyk, medalista imprez rangi kontynentalnej.

## Przebieg kariery
Delgado wziął udział w Letnich Igrzyskach Olimpijskich 1968, na których wystąpił w karabinie małokalibrowym leżąc z 50 m. Zajął w tej konkurencji 11. miejsce wśród 86 strzelców.
Dwukrotny srebrny medalista Igrzysk Panamerykańskich 1971 w konkurencjach drużynowych w karabinie małokalibrowym. Na tych samych igrzyskach zajął indywidualnie czwarte miejsce w karabinie małokalibrowym leżąc z 50 m. W latach 1970–1974 czterokrotnie stał na podium igrzysk Ameryki Środkowej i Karaibów, zdobywając dwa złote i dwa brązowe medale. Jedyny indywidualny medal wywalczył na igrzyskach w Santo Domingo – osiągnął trzecie miejsce w karabinie małokalibrowym w trzech postawach z 50 m.
Plasował się w czołówce indywidualnych zawodów podczas mistrzostw Ameryki w 1973 roku. Osiągnął szóste miejsce w karabinie małokalibrowym leżąc z 50 m i karabinie małokalibrowym w trzech postawach z 50 m, a także siódmą pozycję w karabinie dowolnym w trzech postawach z 300 m.

## Wyniki olimpijskie
| Igrzyska    | Konkurencja                       | Wynik                            | Miejsce | Źródło |
| ----------- | --------------------------------- | -------------------------------- | ------- | ------ |
| Meksyk 1968 | Karabin małokalibrowy leżąc, 50 m | 594 punkty (99–99–98–100–98–100) | 11      | [ 2 ]  |